# Stilpnolepis
Stilpnolepis, rod jednogodišnjeg bilja iz porodice glavočika smješten u podtribus Artemisiinae. Postoje dvije vrste, obje iz Azije. Rastu po pustinjama i stepama Kine i Mongolije)

## Vrste
1. Stilpnolepis centiflora (Maxim.) Krasch.
2. Stilpnolepis intricata (Franch.) C.Shih

|  | Zajednički poslužitelj ima još gradiva o temi Stilpnolepis |
|  | Wikivrste imaju podatke o taksonu Stilpnolepis             |